# وجد (اصطلاح)
الوجد بفتح الواو ما يصادف القلب ويرد عليه بلا تكلف وتصنع، وقيل هو بروق تلمع، ثم تخمد سريعا. ويطلق على القدرة كما في قولهم هذا من وجدي أي من قدرتي وعلى الفرح.